# Kostenrahmen
Der Begriff Kostenrahmen findet sich erstmals in der DIN 276-1:2006-11 – Kosten im Bauwesen. Danach dient „der Kostenrahmen … als eine Grundlage für die Entscheidung über die Bedarfsplanung (siehe Leistungsphasen nach HOAI) sowie für grundsätzliche Wirtschaftlichkeits- und Finanzierungsüberlegungen und zur Festlegung der Kostenvorgabe.“
Der Kostenrahmen ist eine von fünf Stufen der Kostenermittlung im Bauwesen.
Der Kostenrahmen basiert insbesondere auf quantitativen Bedarfsangaben (z. B. Nutzeinheiten und Funktionselemente mit Flächen) und qualitativen Bedarfsangaben (z. B. Ausstattungsstandards) zum Bauwerk und gegebenenfalls auch auf Angaben zum Standort. 
Nach DIN 276 müssen neben den Gesamtkosten noch mindestens die Bauwerkskosten ausgewiesen werden.
Auszug aus der ÖNORM B 1801-1, welcher das Kostenziel Kostenrahmen betrifft:
- Phase: Grundlagenermittlung
- Ziel: Vorgabe für Kostenschätzung und als Kostenkontrolle
- Grundlagen: Raum- und Funktionsprogramm mit Angaben über Nutzungsarten, Nutzergruppen und Nutzungsbereichen mit Quantitätsvorgaben (z. B. Anzahl der Personen, Flächen, Rauminhalte).
 Qualitätsrahmen, gegliedert nach Kostenbereichen (z. B. Vorgaben durch Referenzobjekte)
 Terminrahmen (z. B. Ecktermine, Meilensteine)
- Gliederung: planungs- und ausführungsorientiert: Kostenbereich